# Марија Вуковић
Марија Вуковић (Книн, 21. јануар 1992) је црногорска атлетичарка специјалиста за скок увис, светска јуниорска првакиња и национална рекордерка на отвореним и у дворани. Наступала је за више клубова у Црној Гори и Србији, а тренутно је члан АК Подгорица.

## Биографија
Вуковићи су више генерација настањени у селу Голубић. Рођена је 21. јануара 1992. године у Книну. 1995. године услед хрватске војне операције Олуја, као трогодишњакиња са родитељима и годину дана млађом сестром, избегли су са родног огњишта у тадашњу СР Југославију — прво у Београду и кратко у Ваљеву у Србији, а након што је њен отац добио посао у штампарији на Цетињу настањују се у Црној Гори. Родитељи јој се зову Сретко и Марица.
Сарађивала је са тренером Драгутином Топићем у периоду 2009—2011. У периоду 2014—2016. сарадњу је имала са тренером Гораном Обрадовићем Челеом.
Скоком од 1,91 м постигнутим на Светском првенству за јуниоре 2010. у Манктону у Канади, поставила је нови национални рекорд (за сениорке и јуниорке), али је значајније то што је постала први црногорски спортиста који је освојила светску медаљу од осамостаљења Црне Горе 2006. и први пут је за индивидуалног спортисту свирана Црногорска национална химна за успех на глобалном нивоу.
Њен претходни рекорд од 1,89 м је скочила два пута, у Новом Саду 26. јула 2009. где је била другопласирана на Првенству Европе у јуниорској конкуренцији и у Марси 20. јуна 2010, у 3. Лиги Европског екипног првенства у атлетици 2010.
Освајањем другог места на Европском првенству у Новом Саду остварила је највећи успех у историји црногорске атлетике. Са постигнутим резултатом налазила се на таблицама Светске атлетске федерације ИААФ на првом месту у категорији млађих јуниорки, што је био нови сениорски рекорд Црне Горе и испуњена норма за Светско јуниорско првенство 2010. Победила је и 31. јануара 2009. на Сениорском атлетском митингу у дворани у Атини са новим рекордом Црне Горе у дворани, а на Балканском сениорском првенству у дворани у Грчкој освојила је бронзану медаљу, на Светском јуниорском првенству у Италији – Бресаноне у финалу скока у вис - освојила је 9. место, на Медитеранским играма у Пескари – Италија освојила је 5. место.
За остварене резултате у 2009. години проглашена је у избору Олимпијског комитета Црне Горе за најуспешнију младу спортисткињу Црне Горе за ту годину.
Њен нови национални рекорд на отвореном од 1,95 м постигла је 25. јула 2016. године у Беранама. Дворански рекорд Црне Горе у скоку увис за жене износи 1,90 м постигнут у Брну, Чешка Република, 07. фебруара 2018. године.
Тренира у грчкој престоници Атини од 2019. године.
Непосредно пред наступ на Балканијади у Смедереву јуна 2021. године, добила је „вајлд кард“ за Олимпијске игре у Токију. И поред тога, побеђује на Балканијади са новим личним и националним рекордом од 1,97 м. Истакла је да је на то највише утицала позитивна енергија у Србији и сестра која јој доноси срећу када присуствује, као што је био случај и у Новом Саду на Европском јуниорском првенству 2009. године где је освојила сребрну медаљу, што истиче као најдражи тренутак у каријери.
У Токију је постала прва црногорска атлетичарка икада која се пласирала у финале Олимпијских игара и то на дан када се у Хрватској прославља операција Олуја због које је избегла. У финалу је заузела 9. место са прескочених 1.96 м.